# Commodore LCD
Commodore LCD (LCD) је кућни рачунар фирме Комодор (Commodore) који је почео да се производи у САД током 1985. године.
Користио је Rockwell 65C102 микропроцесорску јединицу а RAM меморија рачунара је имала капацитет од 32 KB (прошириво до 128 KB). Оперативни систем био је базиран у РОМ меморији.

## Детаљни подаци
Детаљнији подаци о рачунару LCD су дати у табели испод.
|                       |                                                  |
| [ 1 ]                 |                                                  |
| Произвођач            | Комодор                                          |
| Тип                   | кућни рачунар                                    |
| Меморија              | 32 (прошириво до 128 )                           |
| Поријекло             | Сједињене Америчке Државе                        |
| Година                | 1985                                             |
| Тастатура             | Тастатура са пуним помаком тастера               |
| Процесор              |                                                  |
| Фреквенција процесора | 2                                                |
| RAM                   | 32 (прошириво до 128 )                           |
| ROM                   | 96                                               |
| Текст                 | 80 x 16 (25 виртуелних линија)                   |
| Графика               | 480 x 128                                        |
| Боја                  | LCD                                              |
| Звук                  | непознато                                        |
| Димензије             | 3 фунте                                          |
| Портови               |                                                  |
| Оперативни систем     | Оперативни систем био је базиран у РОМ меморији. |